# Seznam pivovarů ve světě
Seznam pivovarů a minipivovarů ve světě:

## Pivovary

### Albánie
- Birra Malto
- Birra Tirana
- Korça

### Anglie
- Griffin Brewery[1]
- Meux Brewery
- Morland Brewery
- Pitfield Brewery[2]
- Ram Brewery[3]
- Ridgeway Brewing
- Royal Brewery
- Simonds of Reading
- Wychwood

### Antigua
- Antigua Brewery

### Argentina
- Cerveza Artisanal Antares

### Austrálie
- Castlemaine Perkins
- Foster´s Group
- Hahn Brewery
- Matilda Bay Brewing
- Sail and Anchor Pub Brewery

### Bahamy
- Commonwealth Brewery

### Belgie
- Abdij der Trappisten van Westmalle
- Achel
- Alken-Maes
- Brasserie du Val de Sambre
- Brouwerij Bosteels
- Brouwerij Duvel Moortgat NV
- Brouwerij St. Bernard
- Brouwerij Wielemans-Ceuppens
- De Dolle
- De Smedt Brewery
- Du Bocq
- Floreffe
- Haacht Brewery
- Het Anker
- Hoegaarden
- Huyghe
- Chimay
- Lefebvre Brewery
- Orval
- Rochefort
- Stella Artois
- Westvleteren

### Bělorusko
- Krinitsa
- Olivaria Brewery
- Pivsavod Alivaria

### Bolívie
- Cerveceria Nacional Potosí Ltd.

### Bosna a Hercegovina
- Preminger
- Sarajevska pivara[4]

### Brazílie
- Dado Bier
- Cervejaria Baden Baden
- Cervejaria Bamberg
- Cervejaria Colorado
- Cervejaria Kaiser SA
- Sundbrack Brewery

### Bulharsko
- Kamenitza
- Ledenika Pivovaren
- Velikotarnovo Pivo
- Zagorka Brewery

### Černá Hora
- Trebjesa Brewery

### Čína
- Black Yak[5]
- Guangzhou Zhujiang Brewery
- The Hong Kong S.A.R. Brewing
- Tsingtao Brewery

### Dánsko
- Carlsberg
- Hornbeer[6]
- Mikkeller[7]

### Egypt
- Al Ahram Beverages Company
- El Gouna Beverages

### Estonsko
- Le Coq
- Saku Brewery

### Etiopie
- Bedele Brewery[8]
- Dashen Brewery
- Garden Brau Brewery
- Harer Brewery
- Kidus Gyiorgis Brewery
- Kombolcha Brewery
- Meta Abo Brewery[9]

### Finsko
- Finlandia Sahti
- Hartwall
- Joutsan Sahti
- Krouvin Sahti
- Lammin Sahti
- Sinebrychoff

### Francie
- Brasserie de la Plaine[10]
- La Cagole[11]
- Les Brasseurs de Gayant[12]

### Chorvatsko
- Karlovačko
- Zagrebačka pivovara

### Indie
- Shaw Breweries

### Indonésie
- Multi Bintang

### Irsko
- Guinness

### Itálie
- 32 Via dei Birrai
- Almond '22
- Birra del Borgo[13]
- Birra Ichnusa
- Birra Mastino[14]
- Birra Moretti
- Birreria Pedavena
- Birreria Steakhouse Echo
- Birrificio Amiata
- Birrificio Artigiano[15]
- Birrificio Baladin
- Birrificio Barchessa di Villa Pola
- Birrificio Barley
- Birrificio Beba
- Birrificio Bi-Du
- Birrificio Brùton[16]
- Birrificio Cittavecchia
- Birrificio dell’Amiata[17]
- Birrificio dell Ducato
- Birrificio Grado Plato
- Birrificio Italiano
- Birrificio La Petrognola
- Birrificio Lambrate
- Birrificio Le Baladin
- Birrificio L'Orso Verde
- Birrificio Montegioco
- Birrificio Panil
- Birrificio Scarampola
- Birrificio Troll
- Forst
- Pausa Café
- Piccolo Birrificio Clandestino[18]
- Stazione Birra
- Theresianer

### Izrael
- Tempo Beer Industries

### Jamajka
- Desnoes & Geddes

### Japonsko
- Asahi
- Kirin

### Jihoafrická republika
- Mitchell’s Brewery
- Shongweni Brewery
- South African Breweries
- United National Breweries

### Jižní Korea
- Hite

### Kanada
- Labatt Brewery
- Molson Coors Brewerin

### Kazachstán
- Pivovar Alma-Ata
- Semipalatinsk

### Keňa
- East African Breweries

### Kypr
- Keo Limited
- P. P. Breweries

### Laos
- Lao Brewery

### Litva
- Rinkuškių alaus darykla (Biržai)
- UAB Alaus purslai (Panevėžys)
- UAB Alsisa (Trakiškis (okr. Panevėžys))
- UAB Aukštaitijos bravorai (Panevėžys)
- Biržų alus
- Aldaris
- Butauto Dvaro Bravoras
- UAB Davra (Pakruojys)
- Gubernija (Šiauliai)
- UAB Habilitas (Panevėžys)
- HBH Juozo alaus darykla (Žibininkai (okres Kretinga))
- Kalnapilis/AB Kalnapilio – Tauro grupė (Panevėžys)
- AB Kauno alus
- UAB Mažeikių Lokys
- Parčevskio bravoras (Raudondvaris)
- Prie Katedros (Vilnius)
- AB Ragutis (Kaunas)
- AB Švyturys/Švyturys-Utenos alus (Klaipėda)
- UAB Taruškų alaus bravoras (Trakiškis (okr. Panevėžys))
- Utenos alus/Švyturys-Utenos alus
- Viking Malt (Panevėžys)
- Vilkmergés Alus (Ukmergė)
- Vilniaus tauras/AB Kalnapilio – Tauro grupė
- Volfas Engelman (Kaunas)

### Lotyšsko
- Abula
- Aldaris
- Láčplésis Alus
- Lodinga Uzņēmums
- Valmiermuižas Alus[19]

### Lucembursko
- Beer-Related Coasters - Munhowen
- Bofferding Brasserie
- Brasserie De Luxembourg Mousel
- Brasserie Simon
- Clausen Luxembourg
- Diekirch Brasserie

### Maďarsko
- Dreher
- Kaltenberg Étterem
- Mister Sörhaz[20]
- Rotburger Pilisvörösvar

### Makedonie
- Prilepska pivarnica[21]

### Malta
- Simonds Farsons Cisk

### Mexiko
- Cerveceria Cuaohtemoc Moctezuma
- Modelo

### Moldavsko
- Pivovar Bălţi
- Pivovar Bendery
- Pivovar Cimişlia
- Pivovar Vitanta Kišiněv

### Mosambik
- Cervejas de Moçambique
- Laurentina Brewery

### Namibie
- Namibia Breweries

### Německo
- 1. Dampfbierbrauerei Zwiesel[22]
- Adam-Bräu Bodenmais
- Ambräusianum
- Becher Bräu
- Brauerei Beck GmbH & Co. KG (Beck´s, Brémy)
- Brauerei Hofer
- Brauerei Keesmann
- Mühlbauer[23]
- Brauerei Neder[24]
- Brauerei Spezial[25]
- Brauereigasthof Brantl
- Bräu-Wirt
- Bruckmüller
- Dimpfl Bräu Strauß KG[26]
- Drachselsrieder Schlossbräu
- Eck Böbrach
- Erdinger Weissbrauerei
- Falter Drachselsried
- Fässla[27]
- Gambrinus Weiden
- Glenk
- Greiner
- Henninger
- Hintereder
- Hösl Mitterteich
- Iblacker
- Klosterbrauerei Weltenburg
- Krombacher
- Kulmbacher
- Licher Brauerei
- Lindner-Bräu
- Löwenbräu Buttenheim[28]
- Mahr's Bräu[29]
- Meinel
- Nothaft Marktredwitz
- Paulaner (Mnichov)
- Privatbrauerei Drexler
- Privatebrauerei Glueckauf Gersdorf
- Privatbrauerei Schwerter Meißen[30]
- Radeberger
- Rundinger Schlossbräu
- Scherdel
- Schlenkerla[31]
- Schloderer
- Schlossbrauerei Schwarzfischer
- Schmitt Brauerei
- Schultz
- Späth Bräu[32]
- Spezial Bräu[25]
- St. Georgenbräu Buttenheim[33]
- Unertl Brewery
- Viechtach
- Warsteiner Brauerei
- Winkler
- Zeigler Waldsassen
- Zelt

### Nigérie
- Arthur Guinness & Son
- Nigerian Breweries

### Nizozemsko
- De Prael Brouwerij
- Heineken
- Brouwerij 't IJ

### Norsko
- Aass Bryggeri
- Nøgne Ø

### Nový Zéland
- Aotearoa Breweries[34]
- Island Bay Brewing
- Mac’s Brewery[35]
- Mike’s Organic Brewery[36]
- Sale St Brewery[37]
- Shakespeare Brewery[38]
- The Croucher’s Brewering[39]
- The Emerson Brewing Company

### Ostrov Man
- Okells

### Polsko
- Bierhalle Katowice[40]
- Bierhalle Łódź
- Bierhalle Warszawa
- Bracki browar zamkowy Cieszyn
- Brovaria - Browar Hotel Restauracja[41]
- Brovarnia Gdańsk[42]
- Browar Czenstochovia[43]
- Browar Grill de Brasil Łódź[44]
- Browar Grill de Brasil Warszawa
- Browar Miejski Bielitzer[45]
- Browar-Restauracja Grodzka 15[46]
- Browar Zamkowy Racibórz[47]
- BrowArmia Królewska[48]
- C.K. Browar[49]
- Lech Browary Wielkopolski
- Mikrobrowar i Restauracja Soma (v provozu v letech 2001–2005)
- Minibrowar Restauracja Pub HAUST[50]
- Mini Browar Restauracja Spiż[51]
- Tyskie Browary Książęce

### Palestinská území
- Taybeh Brewing Company

### Peru
- Backus and Johnston

### Portugalsko
- Sagres
- União Cervejeira
- Unicer Bebidas De Portugal

### Rakousko
- 1516 Brewing Company[52]
- 7 Stern Bräu[53]
- Augustiner Bräu[54]
- Beaver Brewing Company[55]
- Brigitta-Bräu
- Die Weisse[56]
- Eipeltauer Privatbrauerei
- Fischer Bräu
- Grinzinger Bräu
- Kadlez
- Krah, Krah[57]
- Lichtenthaler Bräu[58]
- Ottakringer Brauerei[59]
- Pannonia Brauerei Gols[60]
- Roter Hiasl[61]
- Salm Bräu
- Schlägl
- Schwarzer Rabe
- Stadtbrauerei Schwarzenberg
- Stiegl ambulanz
- The Highlander
- Theresienbrauerei[62]
- Wieden Bräu

### Rumunsko
- Bergenbier
- Brau - Union Romania
- Ursus

### Rusko
- Baltika
- Pivovar Kazaň
- Pivovar Naběrežnije Čelny
- Pivovar Rostov na Donu
- Pivovar Saint Petersburk

### Řecko
- Athenian
- Pivovar Mythos

### Severní Irsko
- Whitewater Brewery

### Singapur
- Asia Pacific Breweries
- Malayan Breweries

### Skotsko
- BrewDog Brewery
- Harviestoun Brewery
- Tennent's Brewery

### Slovinsko
- Laško Pivovarna

### Srbsko
- Beogradska industrija piva BIP

### Srí Lanka
- Ceylon Brewery
- Elephant Ginger Beer

### Španělsko
- Cervezas Alhambra
- Companyia Cervesera del Montseny
- Fabrica de Cerveza Kettal
- Llúpols i Llevats
- S.A. Damm

### Švédsko
- Haandbryggeriet
- Jamtalands Bryggeri
- Nynäshamns Ångbryggeri

### Švýcarsko
- Altes TramDepot[63]
- Braueruei Albert Egger AG[64]
- Brauerei Monstein AG[65]
- Feldschlösschen
- Felsenau Brauerei[66]
- Wabräu[67]

### Tibet
- Lhasa Brewery

### Thajsko
- Boon Rawd
- Thai Beverage

### Trinidad a Tobago
- Carib Brewery

### Turecko
- Efes Beverage Group

### Ukrajina
- Domácí mikropivovar u Denisa
- Evropa 2014
- Grafskij Dvir
- Chmiľna chata
- Mižhirský pivovar
- Pivovar Heinrich Schulz
- Pivovar Grün Hof
- Pivovar Ivan
- Pivovar Lvov
- Pivovar Oděsa
- Ridna Marka
- SAN InBev Ukrajina
- Zirka

### USA
- Alaskan Brewing
- AleSmith Brewing
- Allagash
- Anderson Valley Brewing Company
- Anheuser-Busch
- Anchor Brewing Company
- Avery Brewing Company
- Bell's Brewery
- Big Sky Brewing
- Boston Beer Company
- Breckenridge Brewery
- BridgePort Brewery
- Brooklyn Brewery
- Caldera Brewing
- Cambridge Brewing Company
- Capital Brewery
- Coastal Extreme Brewing
- Dogfish Head Craft Brewery
- Firestone Walker Brewing
- Grand Canyon Brewery
- Grand Teton Brewing Company
- Great Lakes Brewing
- Gritty McDuff'
- Heartland Brewery
- Chelsea Brewing Company
- Ithaca Beer Company
- John Harvard‘s Brew House
- Lagunitas
- Laughing Dog Breving
- New Belgium Brewing
- North Coast Brewing
- Odell Brewing Company
- Oskar Blues Brewery
- Rogue Ales Brewery
- Shmaltz Brewing
- Sierra Nevada Brewing Company
- Southern Tier
- Southport Brewing Company
- Sprecher Brewing Company
- Stone Brewing
- Terrapin Beer Company
- Three Floyds
- Tröegs Brewing
- Two Brothers Brewing Company
- Utah Brewers Cooperative
- Wasatch Brew
- Weyerbacher Brewing

### Vietnam
- Hue Brewery

### Wales
- Evan Evans Brewery
- Felinfoel Brewery
- Ffos y Ffin Brewery